# LiMux
LiMux – The IT evolution是德国第三大城市慕尼黑将其软件系统从闭源、专有的微软产品迁移到自由及开放源代码软件的项目。该项目已于2013年底成功完成，共将15,000台个人电脑和笔记本电脑迁移到自由及开源软件。LiMux也是该项目中所用的Linux发行版（Ubuntu衍生版）的名称，其包含LibreOffice（以及WollMux）作为主要的生产力软件。该项目最初使用OpenOffice，但后来切换到LibreOffice。慕尼黑报告称，除获得软件的自由决定权和增加安全性外，该项目也节约了1170万欧元（约合1600万美元）。
名称中的IT进化（IT Evolution）与“革命”相对应——不是无计划的急剧过渡，而是较慢但连续的“进化”。
LiMux是首个取得德国技术服务部TÜV IT的行业应用认证（ISO 9241）的Linux桌面发行版。它最初基于Debian，之后改用Ubuntu（最流行的Debian衍生版）。基于Ubuntu 8.10的第三版于2010年12月可用，基于Ubuntu 10.04 LTS的第四版于2011年8月可用；尽管使用了KDE Desktop 3.5，2012年8月的4.1版也基于Ubuntu 10.04 LTS。未来的LiMux版本将基于Ubuntu 14.04 LTS。LiMux的名称取自Linux与München（慕尼黑）。
有类似成果的项目包括：中国政府的中标麒麟（Kylin），法国宪兵的GendBuntu，阿姆斯特丹的Open.Amsterdam，西班牙萨拉戈萨的AZLinux，維也納的Wienux（已放弃），以及瑞士索洛图恩（已放弃）。

## 历史
2003年冬天，时任微软首席执行官的史蒂夫·巴爾默从滑雪假期归来，与慕尼黑市长克里斯蒂安·乌德对话，以阐述即将迁出微软产品的所谓不利之处，但他的观点未获认可。
在一项研究后，慕尼黑市议会的大多数人决定使用LiMux解决方案。该决定并未说从今以后只应使用开源软件，但这将是首选。该决定中更重要的一点是，其规定今后开发或招标专用的公共程序应以Web为基础。这应能防止操作系统、办公套件和专业程序之间的过度耦合。
自2006年8月以来，在慕尼黑Hellabrunn有一个LiMux的动物吉祥物，帝企鹅GoniMux。
2007年5月16日，TÜV通过全面的认证流程确认，基于LiMux的客户端作为交互式计算机系统的一个用户界面符合ISO 9241-110标准规定的可用性。

### 目标与实施
这次迁移的起因是微软于2003年底终止了对Windows NT 4的支持。慕尼黑的迁移项目为逐渐进行，而非一夜之间在每个桌面电脑上使用自由软件。迁移的主要目标是取得更多独立性（相较软件分销商，包括客户端/服务器和本地客户端软件）。该决定在2003年有两个组成部分，一方面是要在大多数台式机上运行自由软件，另一方面是购买和开发基于网络与无关平台（例如基于Java）的商用应用软件。项目的核心目标是减少对基于微软的软件套件的依赖，并资助本地的开发者编写替代的软件产品。
2013年10月，慕尼黑市已将超过15,000台桌面电脑（共有约18,000台桌面电脑）迁移到Linux操作系统和OpenOffice.org，这些电脑原先使用Windows NT 4.0或Windows 2000，以及Microsoft Office。
因为该市调查软件专利的法律问题，迁移曾在2004年夏季中断。2006年底，桌面电脑的实际迁移开始。
2009年5月，1800个工作站转换到Linux，12000个工作站采用Open Office。
项目组的AG可用性定期走访用户，以良好适应员工需求。计划使软件尽可能简单易用。
这次转换受到了大众及媒体的广泛关注，因为成功的迁移可能使其他城市或社区将IT基础架构从Windows转变到Linux。

#### 切换到OpenOffice.org
从微软操作系统过渡到OpenOffice.org借助了一个专门开发的自由软件工具——WollMux。此应用程序采用Java语言编写，使用UNO接口与OpenOffice.org通信。WollMux取代了慕尼黑与Microsoft Office配合使用的一些程序。其主要功能有：
- 信笺系统：自动填写城市信息到信笺模板
- 表单系统：为模板提供特定数据输入、模板选择、自动打印不同副本、自动计算输入值，以及在适当位置插入
- 文本块：支持创建有文本模块的文档
- 辅助部署：自动创建和打印不同版本的文档并进行适当处理
- 合并：自己的合并模块，因为OpenOffice.org的合并在很多方面不足以满足慕尼黑市的需求

WollMux自2008年5月底以来是公开可用的自由软件。

## 时间线
- 2003年5月28日：慕尼黑市议会投票进行规。[12][13]
- 2004年6月16日 – 市议会投票50-29赞成迁移，并在几个月内开始公开竞争性投标。市议会投票50-29赞成迁移和在几个月内开始公开竞争性投标[14][15]
- 2004年8月5日 – 由于涉及软件专利的法律问题未确定，项目暂时停止。[16][17]
- 2005年4月28日 – Debian被选中作为平台。[18]
- 2005年9月6日 – 决定该项目需要额外的一年试点测试，迁移期延后一年。[19]
- 2006年9月22日 – “软”迁移开始，比原计划延迟一年。[20]
- 2008年11月 – 14,000台中的1200台已迁移到LiMux环境（占9%；2008年3月：1000台，7%）；另有12000个工作站在Windows上安装使用OpenOffice.org 2 installed on Windows（2008年3月为6000台），并且100%使用Mozilla Firefox 1.5和Mozilla Thunderbird 1.5（2008年3月为90%）。18,000/21,000个宏、模板和表单已改为Linux可用。[21]
- 2008年5月29日 – 相关的WollMux软件在内部开发，以在办公文字处理中支持个性化模板和表单，声明为开源[22]
- 2009年12月31日 – 第一步，完成切换到OpenOffice.org，将开放文档格式启用为标准完成[23]
- 2010年6月 – 现已“超过3000台”使用LiMux工作站。还有2000台将在2010年迁移。[24]
- 2011年2月 – 超过5000台工作站基于LiMux。
- 2011年6月 – 超过6500台工作站基于LiMux。
- 2011年12月17日 – 现有9000台PC为LiMux工作站。这比他们在2011年的目标多500个工作站。[25][26]
- 2012年3月28日 – 根据CUS的要求，该市报告称，它已经节省约400万欧元的授权成本，并减少了支持电话的数量[27]
- 2012年3月：由于LiMux迁移，每月投诉从70个减少到最多46个[28]
- 2012年7月 - 约10,500台LiMux PC工作站[29]
- 2012年11月23日 - 报告显示，使用LiMux环境带来的节省超过1000万欧元[30]
- 2013年1月 – 已有约13,000台LiMux PC工作站[31]
- 2013年10月 – 超过15,000台LiMux PC工作站（总约18,000台工作站）
- 2013年12月 – 慕尼黑开源切换“成功完成”[32]
- 2014年8月 – 慕尼黑副市长Josef Schmid和市长迪特·萊特考虑因生产力问题而迁回Windows。慕尼黑市议会发言人Stefan Hauf解释说，大多数问题源于OpenOffice中的兼容性问题，有时切换到LibreOffice能够解决。[33]此外，市议会和市政IT服务主管Karl-Heinz Schneider表示，大多数情况都很好，他们节省了1000万欧元（超过1300万美元），没有迫切的理由迁回。他补充说，投诉和故障的数量不会超过这一规模的行政部门的通常数量。[34]

- 2014年10月 – 根据绿党的调查，市长Dieter Reiter透露，过渡回Microsoft Windows将花费数百万欧元。[39]
- 2015年8月/9月 – LiMux的Jan-Marek Glogowski在Debian会议和LibreOffice会议的“Debian成功案例”中介绍了项目有关状态。[40][41]
- 2017年2月 - 政客们讨论一项提案，就使用一个基于Windows 10的客户端替换议会中使用的基于Linux的操作系统。[42]
- 2017年10月 - 曾被视为开放源代码坚定支持者的市议会表示，在其PC上运行基于Linux的操作系统从长远来看不具备性價比。[43][44]
- 2017年11月 - 市议会决定，到2020年底，LiMux将被基于Windows的基础设施取代。预计迁移费用约为9000万欧元。[45]其中4930万欧元用于Windows 10客户端系统，310万欧元用于测试和培训。[46]

## Limux客户端
LiMux Client 4.1从2012年8月起基于LiMux Client 4.0，它基于Ubuntu 10.04 LTS和KDE桌面3.5。它包含OpenOffice.org、Mozilla Thunderbird和Mozilla Firefox以及其他自由软件产品。LibreOffice在将来将代替OpenOffice。
因为Windows XP的支持终止，一些压力希望慕尼黑负责人为人们提供该Linux。但截至2014年6月，尚无LiMux客户端的公开发布，因为它是专为城市基础设施而定制。相反，Ubuntu 12.04 LTS在2013年9月发布了“Linux for Munich”。
LiMux客户端5.0版本于2014年11月发布，它基于Ubuntu 12.04 LTS和使用KDE SC 4.12为桌面。默认的办公套件为LibreOffice 4.1，附带300多个补丁，其中大多数也已包含在新版LibreOffice中。Mozilla Firefox和Mozilla Thunderbird也在其中，采用ESR版本，并附带KDE集成补丁。
开发LiMux的预计成本已达到了1千9百万欧元，而迁出微软许可的整体成本节约约为1000万欧元